# Guillaume du Merle VIII
Guillaume du Merle, petit-fils du maréchal Foucaud du Merle, est un chevalier normand du XIVe siècle, baron de Messei, capitaine général et bailli de Cotentin. chef de guerre contre les Grandes Compagnies et les Anglais en Normandie, décrit comme un des plus vaillants capitaines du dauphin Charles.

## Biographie

### Épisodes navarrais
Guillaume du Merle est tantôt aux côtés de Charles le Mauvais tantôt face à lui selon les changements d'alliance de ce dernier.
Il est ainsi cité en 1353 parmi les compagnons du Navarrais alors de retour en Normandie après sa violente querelle à la cour avec le connétable d’Espagne.
Trois ans plus tard, le Navarrais s'étant allié au roi d'Angleterre Édouard III, Guillaume du Merle tente vainement de faire face à leurs troupes à Domfront.
Peu après, alors que les Anglais viennent d'écraser les Français à Poitiers, 
Guillaume accompagne Robert de Clermont pour combattre Geoffroy d'Harcourt, allié du Navarrais, dont l'armée rebelle s'est implantée dans le Cotentin. Ils rejoignent d'autres troupes françaises pour anéantir le 10 novembre l'armée de Geoffroy d'Harcourt qui meurt bravement au passage des Veys.
Fin novembre 1357, Guillaume du Merle est de retour aux côtés du Navarrais que le dauphin, futur Charles V, a été contraint de libérer sous la pression des États Généraux. Il est présent dans la magnifique escorte de chevaliers qui accompagne le Navarrais lors de son entrée triomphale à Paris où ce dernier est très populaire .
Il est encore cité auprès du Navarrais le 10 juin 1358 à la bataille de Mello menée contre les paysans de la Grande Jacquerie révoltés contre la noblesse et ses privilèges devenus intolérables depuis la défaite de Poitiers.

### Face aux Anglais et aux Grandes Compagnies

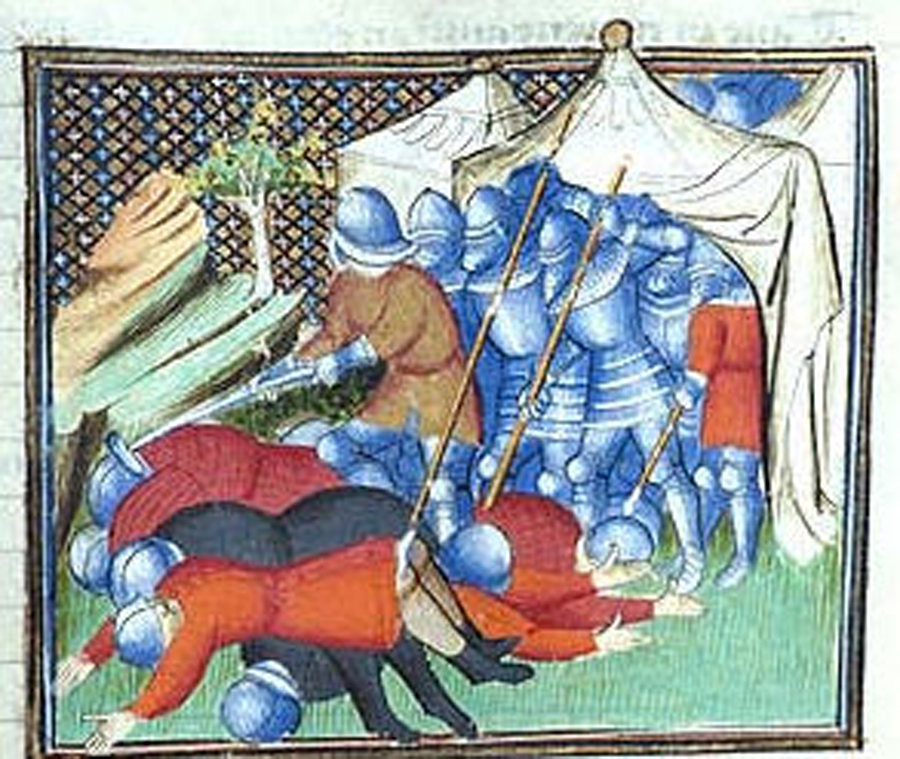
Écrasement de la jacquerie

En 1359, le dauphin nomme Guillaume du Merle capitaine de la ville et de la vicomté de Caen sur demande des bourgeois de la ville.
Il lutte dès lors contre les Anglais et les Grandes Compagnies qui ravagent la province, notamment auprès de Bertrand du Guesclin qu’il remplace dans le Bessin avant de le seconder en Basse-Normandie à partir de 1363. 

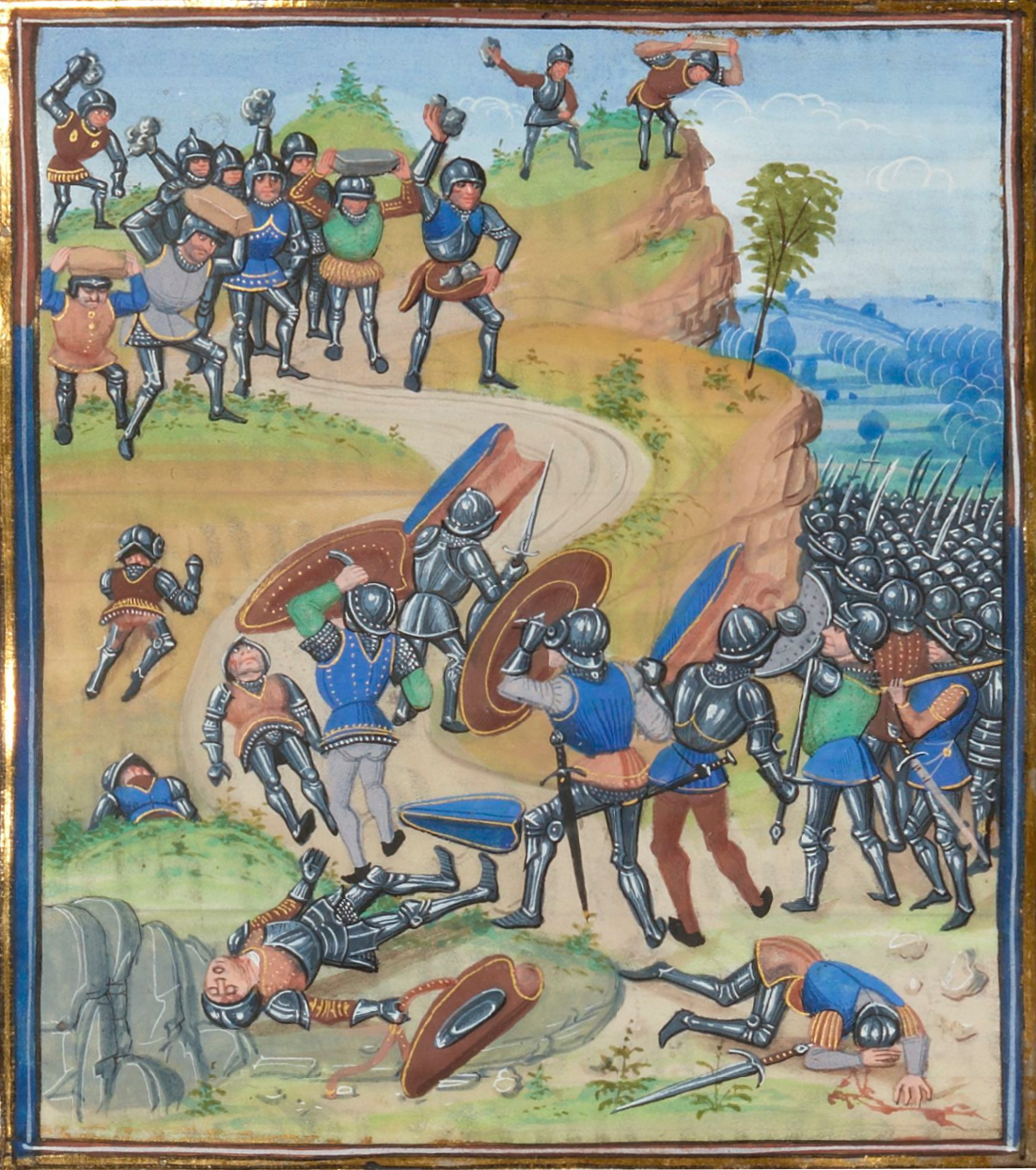
Lutte contre les Grandes Compagnies

En mai 1364, il bat les Anglais sous les murs du Merlerault puis à Écausseville quelques jours avant la victoire de du Guesclin à Cocherel la veille du couronnement du futur Charles V à Reims.
Peu après, il nettoie la région d’Argentan de concert avec le maréchal de La Ferté.
Nommé par le roi capitaine général par deça la rivière de Saine en remplacement de Bertrand du Guesclin, il est également bailli de Caen et du Cotentin avec pouvoir et autorité de garder et mener lesdits pays et de pardonner, quitter et remettre tous crimes. Il affronte de nouveau les Grandes Compagnies, ce qui le conduit parfois à pendre ou noyer ses prisonniers pour cause qu’ils étaient excommuniés.
Il s'empare au début 1365 du fort de la Ramée avec le renfort d'Olivier de Mauny. 
En mars, il applique dans sa région la trêve conclue entre les armées française et navarraise, puis
pacifie le Cotentin et la région de Falaise dont il conquiert plusieurs forteresses. Il rétablit la paix en 1366 à Caen et à Saint-Lô. Après avoir réapprovisionné une dizaine de forteresses, il assiège en mai le fort de Homme avec le sire de La Ferté puis fait raser les forts non tenables au-delà de la Seine.
En juillet 1368, il est capturé dans une embuscade sur la route de la Roche-sur-Yon où il se rend sur ordre du roi pour faire lever le siège des Anglais. Rapidement libéré contre une rançon acquittée par les bourgeois de Caen, il négocie en août le rachat de Vire occupée par les grandes Compagnies, en concertation avec le maréchal Mouton de Blainville.
En  avril suivant, le roi le désigne à son trésorier parmi la quinzaine de gens d'armes à rémunérer... pour servir en nos présentes guerres.
En 1370, il réside dans la forteresse d’Exmes dont il est capitaine. Il apparaît encore à une montre à Caen le 31 août accompagné d’une centaine de chevaliers, écuyers et archers.

. ........Armes du Merle